# حسناء جارية يحيى بن خالد البرمكي
حسناء جارية يحيى البرمكي شاعرة ظريفة قال الزجاج في أماليه أخبرنا أبو بكر محمد بن الحسن أخبرنا أبو حاتم عن الأصمعي قال: دخل بعض الشعراء على يحيى بن خالد البرمكي وبين يديه جارية يقال لها حسناء فقالت: